# Jacques Derrida
Pour les articles homonymes, voir Derrida.
Jacques Derrida, de son vrai nom Jackie Derrida, est un philosophe français, né le 15 juillet 1930 à El Biar (Algérie française) et mort le 9 octobre 2004 à Paris.
Professeur à l'École normale supérieure entre 1965 et 1984, puis directeur d'études à l'École des hautes études en sciences sociales, il a créé et développé l'école de pensée autour du déconstructionnisme. Dans la lignée de Heidegger, Derrida remet en question la phénoménologie et la métaphysique traditionnelle et introduit une nouvelle manière de penser les sciences humaines.
Le point de départ de son œuvre est une critique de la linguistique et de la place dominante qu'elle occupe dans le champ des sciences humaines. Dans son ouvrage De la grammatologie (1967), Derrida tente de montrer que le modèle linguistique alors dominant repose sur une contradiction : la langue serait constituée d'une parole orale, dont l'écriture serait la transcription. La vraie langue (la langue originaire) serait donc la langue orale. Mais la linguistique s'appuie sur la langue écrite pour la structure de la langue, de sorte que l'origine de la langue écrite est la parole vive, mais que l'origine de la parole vive est la langue écrite. Derrida transpose ici dans le domaine de la linguistique le questionnement de l'origine qui était celui d'Edmund Husserl dans L'Origine de la géométrie (1954) et introduit la notion de « supplément originaire », ou simplement de « supplément ».
Cette contradiction de l'origine, posée d'abord — au niveau de la langue — entre parole et écriture, va ensuite se répercuter dans tous les domaines où Derrida portera son investigation : vers la structure d'un texte et le supplément à l'origine de ce texte, comme la langue dans lequel il fut écrit, vers le principe fondateur et la mort d'une idéologie, vers donner la mort et en accepter la responsabilité (euthanasie), vers l'opposition entre l'accueil et l'hostilité, vers la question politique de l'imposition des normes de genre.

## Biographie

### Enfance algéroise
Jacques Derrida est le troisième fils d’Aimé Derrida, juif d'origine séfarade, et de Georgette Sultana Esther Safar, issue d'une famille juive d'Algérie dont les ancêtres, établis depuis plusieurs générations dans ce pays, avaient reçu la nationalité française lors de la promulgation du décret Crémieux en 1870. Il est cousin du physicien Bernard Derrida.
Il grandit en Algérie française et subit les lois de Vichy en 1940, lorsque sa famille est déchue pendant deux ans de la nationalité française. De 1935 à 1941, il va à l'école maternelle et primaire d'El-Biar. Les enfants sont obligés de manifester leur attachement à  Philippe Pétain de multiples manières. Derrida, en qualité de juif, doit laisser au deuxième de la classe sa place pour le lever de drapeau. Son frère et sa sœur ont été exclus de l'école pour la même raison. En 1941, il est lui-même exclu du lycée Ben Aknoun et il est inscrit jusqu'en 1943 au lycée Émile-Maupas, mais il ne supporte pas l'atmosphère communautaire. Il retourne au lycée Ben Aknoun en 1944.
Derrida connaît ainsi, durant sa jeunesse, une scolarité mouvementée. Il voit les métropolitains comme oppresseurs et normatifs, normalisateurs et moralisateurs. Sportif, il participe à de nombreuses compétitions sportives et rêve de devenir footballeur professionnel. À cette époque, il découvre aussi des philosophes et écrivains comme Jean-Jacques Rousseau, Friedrich Nietzsche, André Gide et Albert Camus, et commence à rédiger un journal intime. En 1947-1948, en classe de philosophie au lycée Gautier d'Alger, il lit Bergson et Sartre. En 1948, inscrit en lettres supérieures au lycée Bugeaud, il est marqué par la lecture de Kierkegaard et Heidegger.

### Années de formation en France
En 1949, il s'installe à Paris et s'inscrit en première supérieure au lycée Louis-le-Grand, où il se lie d'amitié avec Pierre Bourdieu, Lucien Bianco, Michel Deguy et Louis Marin.
Son professeur de philosophie Étienne Borne trouve que ses dissertations sont « plotiniennes ». Il entre — après deux échecs — à l'École normale supérieure de Paris en 1952. Il y fait la rencontre de Louis Althusser, alors agrégé-préparateur. Derrida milite dans des groupes d'extrême gauche sans adhérer pour autant au communisme.
Après avoir obtenu sa licence en lettres à la faculté des lettres de Paris, il part aux Archives Husserl de Louvain en 1953-1954. Il obtient le diplôme d'études supérieures en philosophie avec un mémoire concernant Le problème de la genèse dans la philosophie de Husserl, influencé par les travaux de Jean Hyppolite, Tran Duc Thao et Jean Cavaillès. Il suit les cours de Michel Foucault.
Reçu quatorzième au concours d'agrégation de philosophie de 1956, après un échec en 1955, il part à l'université Harvard comme special auditor.
Il commence la traduction et l'introduction de L'Origine de la géométrie de Husserl. Il se marie en juin 1957 avec Marguerite Aucouturier, une psychanalyste qu'il a rencontrée en 1953 par l'intermédiaire de son frère qui étudiait avec lui à l'École normale supérieure.
Il effectue son service militaire de 1957 à 1959 (durant la guerre d'Algérie), comme enseignant dans une école d'enfants de troupe près d'Alger. Il rencontre souvent Pierre Bourdieu à Alger. Il condamne la politique coloniale de la France et espère une forme d'indépendance pour l'Algérie où pourraient coexister les Algériens et les Français d'Algérie.
En 1959, Derrida est affecté au lycée Montesquieu du Mans en classe de lettres supérieures et est invité à la première décade de Cerisy-la-Salle (cycle de conférences auquel il sera invité quatre fois). Il fait son premier voyage à Prague pour rendre visite à la famille de son épouse.
L'année suivante, il devient assistant à la faculté des lettres de Paris. Il y enseignera jusqu'en 1964 (« philosophie générale et logique »). Il publie à cette époque dans les revues Critique et Tel Quel (où sa première contribution date de 1965), se lie d'amitié avec Philippe Sollers et fréquente Robert Antelme, Pierre Boulez, Jean Genet, Pierre Klossowski, Francis Ponge et Nathalie Sarraute. En 1968, il fait la connaissance de la philosophe Sarah Kofman avec qui il développe une collection (à laquelle contribuent également Philippe Lacoue-Labarthe et Jean-Luc Nancy) et met sur pied le Greph (Groupe de recherche sur l’enseignement philosophique).

### Débuts en philosophie
En 1963, naît son premier fils avec Marguerite Aucouturier, Pierre. La même année, il donne au Collège philosophique[Où ?] une conférence  sur Michel Foucault, en sa présence, où il critique sa thèse sur la folie à propos de Descartes. Il rencontre Hélène Cixous, avec laquelle il entretient une longue amitié et partage de nombreuses activités à la fois politiques et intellectuelles, comme les commencements de l'université Paris-VIII, le Centre national des lettres (aujourd'hui Centre national du livre) — 1981-1983 —, le Parlement international des écrivains, le Comité anti-apartheid, des colloques, ou encore des séminaires au Collège international de philosophie. Ils partagent certaines publications communes ou croisées, comme Voiles, avec des dessins d'Ernest Pignon-Ernest, (Galilée, 1998), Portrait de Jacques Derrida en jeune saint juif (Galilée, 2001), H.C. pour la vie, c’est-à-dire… (Galilée, 2002).
En 1964, il obtient un prix d'épistémologie (le prix Jean Cavaillès) pour la traduction et le commentaire de l’Origine de la géométrie d'Edmund Husserl. Il est ensuite nommé maître-assistant d'histoire de la philosophie à l'École normale supérieure, sur recommandation d'Althusser et de Jean Hyppolite. Il conservera ce poste pendant vingt ans.

### Premiers succès et invention de la «déconstruction»
En 1967, il prononce une conférence à la Société française de philosophie sur la différance [sic] et publie ses trois premiers livres importants : De la grammatologie, L'écriture et la différence, La voix et le phénomène. Il côtoie régulièrement Edmond Jabès, Gabriel Bounoure ou Maurice Blanchot et s'associe progressivement à Jean-Luc Nancy, Philippe Lacoue-Labarthe et Sarah Kofman. Les éditions Galilée sont fondées à cette époque et deviennent la voix de la déconstruction. En 1967, naît son second fils, Jean. Derrida et sa famille s'installent à Ris-Orangis.
Lors des défilés de Mai 1968, Derrida y participe et organise la première assemblée générale à l'École normale supérieure. Il est accueilli avec une grande hospitalité aux États-Unis où il enseigne dans de nombreuses universités, tandis que son travail se heurte à une vive opposition en France.
En 1970, son père Aimé meurt d'un cancer à l'âge de 74 ans.
En 1971, après neuf ans d'absence, il revient en Algérie pour y donner cours et conférences.
En 1974, il met en place un Groupe de Recherches sur l'Enseignement supérieur philosophique et s'engage contre la Loi Haby.
En 1975, il devient professeur invité à l'université Yale puis à l'université Cornell au titre d'Andrew Dickson White Professor-at-Large.
En 1978, Jacques Derrida lance les États généraux de la philosophie à la Sorbonne. Il s'implique de plus en plus dans des actions politiques, domaine qu'il avait apparemment écarté de sa vie professionnelle (il est resté en retrait par rapport aux événements de mai 1968). Ainsi, il soutiendra toute sa vie la cause démocratique en Afrique du Sud. Un de ses ultimes textes, in articulo mortis, est consacré au sujet de la réconciliation (Commission de la vérité et de la réconciliation).
En 1980, Derrida soutient à l'université Paris-I une thèse pour le doctorat d'État sur la base d'un ensemble d'anciens travaux des années 1967 à 1972 en vue de poser sa candidature au poste de professeur laissé vacant par le départ de Paul Ricœur à l'université Paris-Nanterre. Le poste fut néanmoins supprimé par la ministre Alice Saunier-Seïté.
En 1981, il fonde avec Jean-Pierre Vernant l'association Jean-Hus, qui soutient les intellectuels tchèques dissidents. Il sera arrêté et brièvement emprisonné à Prague à l'issue d'un séminaire organisé clandestinement. François Mitterrand intervient pour obtenir sa libération.

### Philosophe de renommée internationale

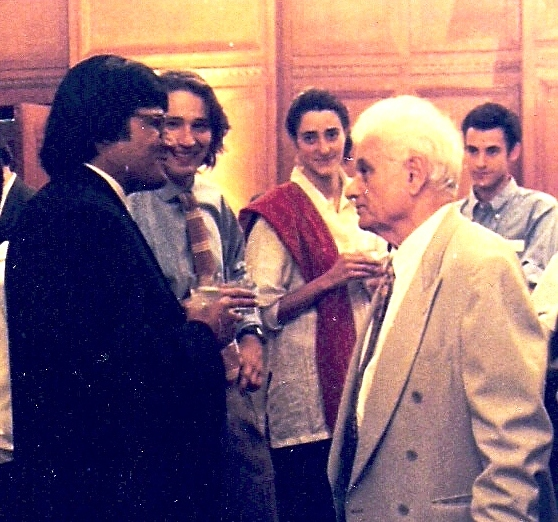
Jacques Derrida avec l'universitaire bengali Chinmoy Guha.

Il fonde le Collège international de philosophie en 1983 avec François Châtelet, Jean Pierre Faye et Dominique Lecourt.
En 1984, toujours maître-assistant, il devient Directeur d'études à l'École des hautes études en sciences sociales. La même année son troisième fils naît, Daniel Agacinski, issu de sa relation hors mariage avec Sylviane Agacinski.
Il est Distinguished Professor en philosophie, français et littérature comparée à l'université de Californie à Irvine (États-Unis) à partir de 1986.
Il co-préside avec Jacques Bouveresse la « Commission de Philosophie et d'Épistémologie », créée en 1988 par le Ministère de l'Éducation nationale dans le cadre de la « Commission de Réflexion sur les contenus de l'enseignement » et chargée de réfléchir sur les contenus et les méthodes de l'enseignement de la philosophie au lycée et à l'université. La commission produit le rapport qui porte leurs noms en 1989.
Le 5 décembre 1991, sa mère meurt. Les derniers mois de sa vie avaient inspiré à Derrida la rédaction d'un texte autobiographique mêlé de réminiscences augustiniennes :  Circonfession. La même année, Pierre Bourdieu et Yves Bonnefoy tentent de faire élire Derrida au Collège de France, mais sa candidature est rejetée.
En 1993, il publie les Spectres de Marx, parfois considéré comme une étape de sa politisation.
En 1995, Derrida est membre du comité de soutien de Lionel Jospin qui se présente à l'élection présidentielle. Il refuse de l'être à nouveau en 2002 en raison notamment de son désaccord avec la politique du gouvernement socialiste en matière d'immigration.
En 2002, Derrida et René Schérer rendent un hommage à Pierre Bourdieu à l'occasion d'un débat sur la question de l'hospitalité.

### Fin de vie et mort

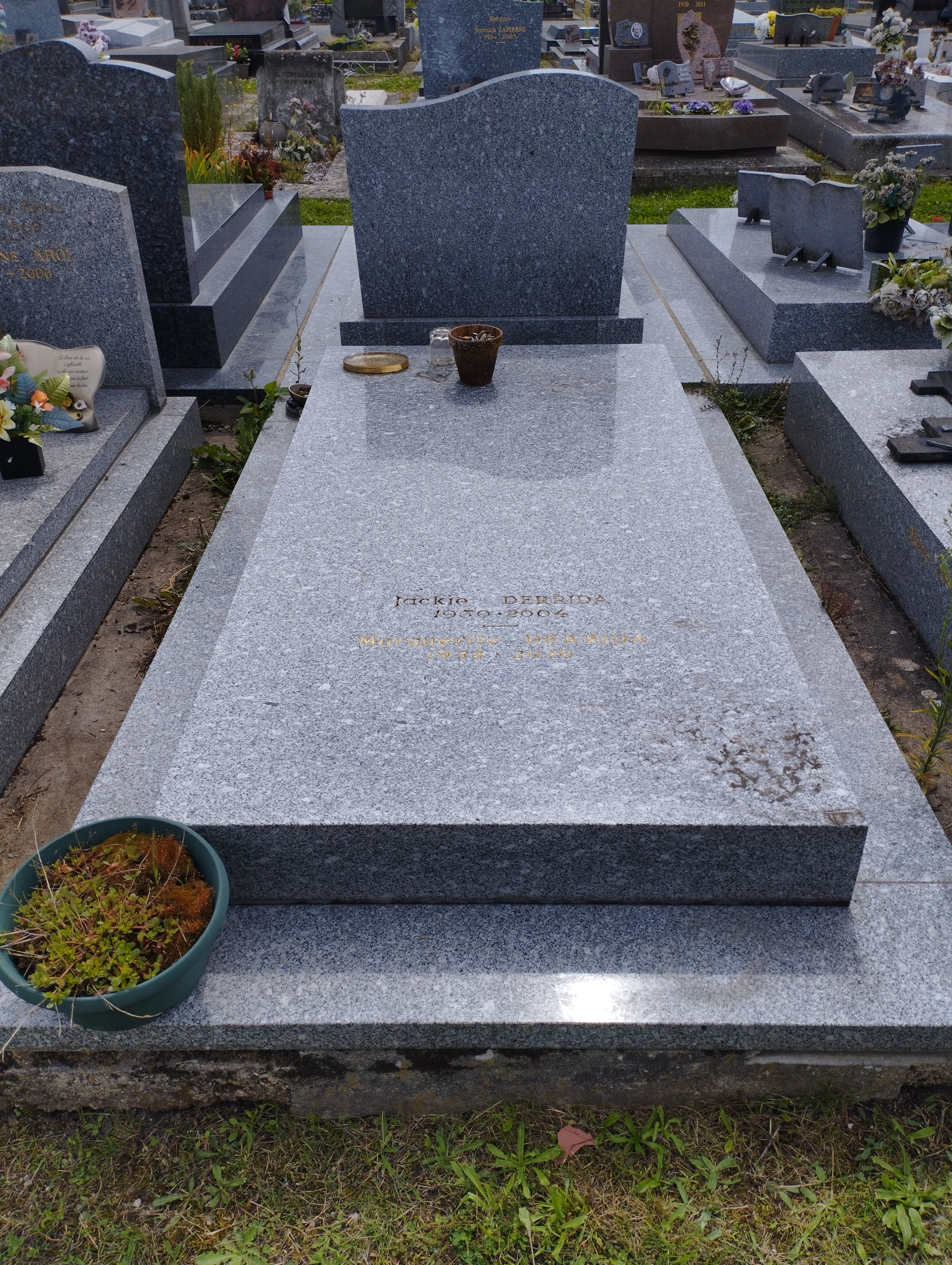
Tombe de Jacques et Marguerite Derrida au cimetière de Ris-Orangis (division 60).

À partir de 2003, Jacques Derrida, atteint d'un cancer du pancréas, réduit considérablement ses activités.
Il meurt le 9 octobre 2004 dans un hôpital du 5e arrondissement de Paris , à l'âge de 74 ans. Il est inhumé au cimetière de Ris-Orangis (division 60).

## Philosophie

### «Différance»
Derrida évoque pour la première fois la « différance »  lors d'une conférence intitulée « Genèse et structure » et la phénoménologie , prononcée à Cerisy-la-Salle en 1959 ; elle devient le titre et l'objet d'une intervention prononcée par Derrida le 27 janvier 1968, publiée dans Théorie d'ensemble et dans Marges de la philosophie.
La différance n'est pas un concept en soi, mais une intervention graphique qui crée une nuance qui « s'écrit ou se lit, mais [...] ne s'entend pas. » (p. 4). C'est pour Derrida un moyen de sonder les rapports entre le sens et l'écriture (p. 4). « Il n'y a pas d'écriture purement et rigoureusement phonétique » (p. 5).
Sous toute écriture dite phonétique, prétendant pouvoir dire le sens idéalement et ainsi se passer de l'écriture au sens courant, celle-ci ayant toujours été secondarisée par la métaphysique, il y a un jeu silencieux (donc non phonétique) de différences (par espacement-temporisation) qui déjà la travaille. Autrement dit, il y a déjà une écriture dans la parole. Il s'agit donc moins, pour Derrida, de reconduire l'opposition entre écriture et parole que de montrer que la seconde inclut (tout en la refoulant) la première.
Derrida fait remarquer que le verbe différer dit aussi bien ne pas être identique que reporter ; en revanche, le substantif dérivé, différence, ne porte pas ce second sens. Ainsi, différance, propose Derrida « devrait compenser cette déperdition de sens » (p. 8), le a « provenant immédiatement du participe présent (différant) et nous rapprochant de l'action en cours du différer, avant même qu'elle ait produit un effet constitué en différent ou en différence. » (p. 8-9). Derrida souligne qu'en français la terminaison en ance « reste indécise entre l'actif et le passif » (p. 9) et rappelle ainsi deux motifs que Saussure estimait inséparables et corrélatifs : l’arbitraire du signe et son caractère différentiel. « Il ne peut y avoir d'arbitraire que parce que le système des signes est constitué par des différences, non par le plein des termes. » (p. 11). La signification ne s'annonce qu'à partir du fonctionnement d'un réseau d'oppositions et de distinctions ; c'est-à-dire de différences « sans termes positifs » (p. 11). Les mots ne sont pas des noyaux compacts. Par conséquent, « le concept signifié n'est jamais présent en lui-même, dans une présence suffisante qui ne renverrait qu'à elle-même. » (p. 11). Tout concept s'inscrit nécessairement dans une chaîne, dans un jeu de différences. La différence est « le mouvement de jeu qui « produit » [...] ces différences, ces effets de différence » (p. 12).
La différance est le mouvement « producteur » des différences : elle est le « processus » par lequel les signifiants se substituent à l'infini, entraînant le besoin d'un idéal qui porterait son sens au langage [réf. nécessaire]. Contemporain du structuralisme, Derrida a repensé la différence qui, chez Ferdinand de Saussure (Cours de linguistique générale), donne sens aux éléments signifiants par rapport à la répétition de la trace durable de l'institution d'un signifié, comme absence au cœur de la présence. Aussi, la « trace » ne permet pas de remonter à une quelconque origine : les concepts diffèrent, ne sont jamais pleinement en eux-mêmes et sont intriqués malgré leurs apparentes oppositions : il n'y a aucune vérité première externe puisque le supplément constitue l'origine, il n'y a aucune différence transcendantale à poursuivre[réf. nécessaire].
Le philosophe Mikel Dufrenne s'oppose aux pensées qui donnent le primat à l'expérience de l'absence pure, en particulier Heidegger, Blanchot et Derrida. C'est en absolutisant l'absence, ou en en faisant le ressort de tout ce que nous croyons trouver de consistant, que la philosophie prête le flanc aux théologies négatives, et donc à la réintroduction d'une forme de religiosité en philosophie. Ainsi la différance est-elle un « concept non conceptualisable », échappant à toutes les catégories du connaître mais se trouvant à leur source même, à la manière dont le Dieu des mystiques ou l'Un néo-platonicien est ineffable car « au-delà de l'être ».

### Déconstruction
Derrida a la réputation d'être un écrivain difficile, exigeant pour son lecteur, même pour des philosophes. Son style est dense, il pratique de nombreux jeux de mots et affectionne les allusions. Sa lecture, souvent déconcertante et nécessitant de nombreuses relectures, révèle des ouvertures sur l'avenir de la philosophie.
Sa remise en cause d'Husserl et plus largement de la philosophie occidentale le conduit à déconstruire l'approche phénoménologique : pour lui, l'écrit a longtemps été négligé au profit de la parole. Il fait alors la chasse aux impasses méthodologiques. Ce travail prend place dans l'introduction de l'Origine de la Géométrie.
De Platon (Phèdre) à Rousseau et Lévi-Strauss, il dénonce la primauté traditionnelle de la parole, conçue comme « vie » et « présence », sur l’écriture[réf. nécessaire]. Il désigne ce système métaphysique comme logocentrisme, voire phallogocentrisme. Il « déconstruit » donc la métaphysique occidentale, fondée sur la détermination de l’être en tant que présence, en mettant à jour les présupposés qui la sous-tendent et les apories auxquelles elle mène.
En particulier, il s'agit de découvrir, dans les textes de la tradition, l'articulation binaire de concepts que la métaphysique prétend distinguer dans leur pureté :
- Présence / absence ;[réf. nécessaire]
- Phénomène / essence ; intelligible / sensible, réalité / apparence ;[réf. nécessaire]
- Parole / écriture ; nature / culture ; artifice / authenticité ; masculin / féminin...[réf. nécessaire]

Chacune de ces oppositions est complice des autres et constitue un ensemble de valeurs qui dépassent le cadre philosophique : cette binarité est proprement politique[réf. nécessaire] et dévalorise systématiquement l'un des termes, pensé comme « accident », « parasite », « excrément ».
Or, le langage, même oral, ne signifie qu’en impliquant mort ou absence du référent : l'itérabilité qui fonde la possibilité du signe inscrit à même celui-ci la coupure de son « origine », la décontextualisation, l'absence du locuteur. Le sens suppose en son cœur absence de référent et de la conscience, car il se déploie dans l’intervalle qui les sépare, dans la convention linguistique qui rend tout signe par définition détachable de son contexte.
Cependant, le travail de la déconstruction assume de ne jamais se libérer pleinement de ce qu’elle démystifie[réf. nécessaire] : elle travaille à même les concepts, en joue pour les jouer contre eux-mêmes, cherche à déplacer les oppositions sans prétendre les anéantir.
Le désir de présence qui habite le désir de sens (que la chose visée soit donnée en tant que telle dans la visée) est contradictoire, puisque le sens n'émerge que dans sa « mortifère »[réf. nécessaire] itérabilité.
Derrida éprouve un cœur d’opacité au cœur du rationnel, identifié comme défaut nécessaire et originaire de présence, comme écart originaire.
Selon le sociologue allemand Norbert Elias, cette déconstruction est simplement une analyse critique.

### Trace
Du fait que dans la langue, il n'y a que des différences, un jeu de différences (cf. « La différance », in Marges — de la philosophie, Éditions de Minuit, 1972, (p. 11), et non des termes positifs, qui seraient « pleins », pleinement présents à eux-mêmes, sortes de noyaux stables autonomes, Derrida propose d'appeler « trace » ce qui permet le procès de la signification, à savoir le fait pour un élément de la langue de garder « en lui la marque de l'élément passé » et de se laisser « déjà creuser par la marque de son rapport à l'élément futur » (p. 13).
Illustrant le jeu de la différence, la trace n'est ni l'absence ni la présence : « La trace n'[est] pas une présence mais le simulacre d'une présence qui se disloque, se déplace, se renvoie, n'a proprement pas lieu, l'effacement appartient à sa structure [...] » (p. 25). Le présent « devient une fonction dans une structure de renvoi généralisé ».
Plus généralement, le concept de trace tel que Derrida l'élabore permet de contester d'une certaine façon (déconstruire) l'autorité du présent, de la conscience pleine, du comme tel (auquel la philosophie a toujours cru et sur lequel elle s'est fondée), l'autorité de l'essence, du signifié transcendantal, etc. (p. 27).

### Dissémination
Cette section ne s'appuie pas, ou pas assez, sur des sources secondaires ou tertiaires indépendantes du sujet. Le texte peut contenir des analyses inexactes ou inédites de sources primaires.
Pour l'améliorer, ajoutez-en, ou placez des modèles {{Source secondaire souhaitée}} ou {{Source secondaire nécessaire}} sur les passages mal sourcés. (juillet 2022)
La Dissémination est un essai paru d'abord en 1969 dans la revue Critique et qui a ensuite pris place à la fin d'un ouvrage auquel il a donné son nom, en 1972 aux Éditions du Seuil (Paris), ouvrage composé de trois textes, soit « La Pharmacie de Platon », « La Double-séance » et « La Dissémination ». Cet essai (p. 319-407) s'appuie notamment sur certains textes de Mallarmé et des romans de Philippe Sollers (Drame, Nombres...) pour développer un « concept » inscrit, comme le dit Derrida dans la « chaîne ouverte de la différance, du « supplément », de l'« écriture», du « gramme », du « pharmakon » [...]. Dissémination ne veut rien dire en dernière instance et ne peut se rassembler dans une définition [...]. Si on ne peut résumer la dissémination, la différence séminale, dans sa teneur conceptuelle, c'est que la force et la forme de sa disruption crèvent l'horizon sémantique ».
On peut dire de la dissémination qu'elle est, qu'elle porte ou permet une « critique » du sémantisme (naïf ou non), une « critique » du thématisme, une « critique » du simple contenu. L'écriture fonctionnerait sous un mode — le mode de la dissémination — qui fait en sorte que le « contenu compris par le lecteur » ne pourra jamais être considéré comme final, total, etc. Ce n'est pas que ce que le lecteur comprend lors de sa lecture est « faux » ou « illusoire », mais plutôt que cette compréhension est contingente, qu'elle ne demeurera pas la même dans l'avenir. Ce qui dure et se transmet dans la lecture n'est pas une forme fixe, mais une chose qui ne doit jamais être enfermée, ni dans une structure qui en limite les possibilités d'interprétation, ni dans un système où toutes les interprétations se valent, où tout sens devient complètement relatif[réf. nécessaire].

### Don
Cette section ne s'appuie pas, ou pas assez, sur des sources secondaires ou tertiaires indépendantes du sujet. Le texte peut contenir des analyses inexactes ou inédites de sources primaires.
Pour l'améliorer, ajoutez-en, ou placez des modèles {{Source secondaire souhaitée}} ou {{Source secondaire nécessaire}} sur les passages mal sourcés. (juillet 2022)
Derrida a publié deux volumes thématisant le don : Donner le temps, aux Éditions Galilée en 1991, et Donner la mort, texte paru d'abord dans le collectif L'Éthique du don, éd. Métailié Transitions en 1992, repris en volume chez Galilée en 1999. On peut ajouter d'autres articles évoquant le don, notamment Du « sans prix », ou le « juste prix » de la transaction, texte paru dans le collectif Comment penser l'argent ?, Le Monde Éditions, 1992.
Résumé en une proposition, le don selon Derrida, pour qu'il y en ait, et s'il y en a, c'est ce qu'on ne peut ni ne doit savoir, cela afin qu'il n'y ait aucune place pour une réappropriation narcissique. Le don est ce qui doit « interrompre le cercle économique du même » (Donner le temps,  op. cit. p. 174) et c'est pour cela qu'il faudrait, à la limite, ne pas savoir que l'on donne ni ce que l'on donne. Le don a donc un rapport avec le secret. Un don digne de ce nom serait « un don qui n'est pas présent » (Donner la mort, op. cit. p. 35). Derrida évoque alors le « don de quelque chose qui reste inaccessible, donc non présentable et par conséquent secret. L'événement de ce don lierait l'essence sans essence du don au secret. Car un don, pourrait-on dire, s'il se faisait connaître comme tel au grand jour, un don destiné à la reconnaissance s'annulerait aussitôt. »
Dans Donner le temps, Derrida tente de définir les rapports entre le don, le sacrifice et l'aumône : « Le sacrifice ne propose son offrande que sous la forme d'une destruction contre laquelle il échange, espère ou escompte un bénéfice, à savoir une plus-value ou du moins un amortissement, protection et sécurité. [...] Dès lors que l'aumône est réglée par de la ritualité institutionnelle, elle n'est plus un don pur — gratuit ou gracieux, purement généreux. Elle devient prescrite, programmée, obligée, autrement dit liée » (p. 174-175).

### Événement
L'événement est pour Derrida ce qui ne se laisse pas anticiper. « La puissance ou la pulsion d'archivation peut ouvrir à l'avenir, à l'expérience de l'horizon ouvert : anticipation de l'événement à venir et à ce qu'on pourra en garder en l'appelant d'avance. Mais du même coup, cet accroissement, cette intensification de l'anticipation peut aussi bien annuler l'avenir. C'est le paradoxe de l'anticipation. L'anticipation ouvre à l'avenir, mais du même coup, elle le neutralise, elle réduit, elle présentifie, elle transforme en mémoire, en futur antérieur, donc en souvenir, ce qui s'annonce comme à venir demain. »
« L’événement, l'autre, c'est aussi ce qu'on ne voit pas venir, ce qu'on attend sans attendre et sans horizon d'attente. »
L'événement doit crever l'horizon d'attente, il doit me surprendre absolument, ne pouvoir être résorbé d'avance. Sans quoi rien n'arrive vraiment qui soit autre.

### Mort et deuil
Les « thèmes » de la mort et du deuil sont évoqués dans presque tous les textes de Derrida. Mais c'est surtout dans Mémoires — pour Paul de Man, Spectres de Marx,  Apories et Chaque fois unique la fin du monde qu'ils sont le plus thématiquement développés.
Dans « Le théâtre de la cruauté et clôture de la représentation », Derrida évoque la mort à partir de l'horizon de la dialectique : « [la dialectique] est le mouvement indéfini de la finitude, de l'unité de la vie et de la mort, de la différence, de la répétition originaire, c'est-à-dire l'origine de la tragédie comme absence d'origine simple » (p. 364). Cette idée d'unité de la vie et de la mort sera développée dans le séminaire de la fin des années 1970 (non encore publié) intitulé : La Vie la mort. Dans La Dissémination (1971), à partir de la problématique de la trace comme renvoi et répétition qui excède le désir de propre, Derrida explicite un mouvement du texte de Sollers qu'il analyse en notant que celui-ci compose « avec le désir (du propre), [compte] avec les contradictions de ses forces (car le propre limite la disruption, garde contre la mort, mais regarde aussi vers elle ; la propriété absolue, la proximité indifférenciée de soi à soi est un autre nom de la mort [...] » (p. 368).
Plus précisément, c'est donc dans Spectres de Marx (1993) que Derrida développe une série de remarques au sujet de la mort, du travail du deuil (notamment p. 151, 160, 176-177, 185, 187, 203, 209-210), de l'impossibilité d'opposer strictement le vivant au non-vivant (p. 178-179). Page 224, on peut lire que « la mort n'est pas au-delà, hors de la vie, sauf à y inscrire l'au-delà au dedans, dans l'essence du vivant. » Plus loin, (p. 235) est évoquée « la question de la-vie-la-mort », ouvrant à « une dimension du sur-vivre ou de la survivance irréductible et à l'être et à quelque opposition du vivre et du mourir. »
Dans Points de suspension, la question du deuil est abordée ainsi : « [La] portée de l'autre mortel « en moi hors de moi » instruit ou institue mon « moi » ou mon rapport à « moi » dès avant la mort de l'autre. [...] Je parle du deuil comme de la tentative, toujours vouée à l'échec, un échec constitutif, justement, pour incorporer, intérioriser, introjecter, subjectiver l'autre en moi. Avant même la mort de l'autre, l'inscription en moi de sa mortalité me constitue. Je suis endeuillé donc je suis — mort de la mort de l'autre, mon rapport à moi est d'abord endeuillé, d'un deuil d'ailleurs impossible ». À la page suivante, Derrida dit encore : « Le deuil serait plus originaire que mon être pour la mort. »
Dans Apories, Derrida tente de démontrer l'insuffisance de l'affirmation de Heidegger selon laquelle seul le Dasein a un rapport à la mort comme telle, à la mort comme possibilité de l'impossibilité de l'existence. Derrida demande (p. 125) : « comment une possibilité (la plus propre) en tant qu'impossibilité peut encore apparaître en tant que telle sans disparaître aussitôt, sans que le « comme tel » sombre d'avance et sans que sa disparition essentielle fasse perdre au Dasein tout ce qui le distingue [...] de la bête. » Et un peu plus loin (p. 132) : « les animaux ont un rapport très signifiant à la mort [...] même s'ils n'ont pas rapport à la mort comme telle et au « nom » de mort comme tel. [...] Mais l'homme non plus, justement ! ni l'homme en tant que Dasein [...] » (Cf. également les conclusions que Derrida en tire dans les pages suivantes, surtout les pages 134 et 135).
Dans Mémoires pour Paul de Man on retrouve également la problématique du deuil, p. 71-72 dans ses rapports au récit, à la mémoire, etc.
Dans Chaque fois unique la fin du monde, on citera ces deux assertions entre beaucoup d'autres : « la mort commence son œuvre avant la mort » (p. 204), « le deuil est le phénomène de la mort et c'est le seul phénomène derrière lequel il n'est rien » (p. 184).

## Critiques et postérité

### Phénoménologie
Derrida a consacré ses premiers travaux à la pensée de Husserl : en 1954, encore étudiant de philosophie à l'École normale supérieure, il rédige un « mémoire pour le diplôme d'études supérieures » intitulé : Le Problème de la genèse dans la philosophie de Husserl (mais qui ne sera publié qu'en 1990, aux PUF). En 1959, il prononce une conférence : « « Genèse et structure » et la phénoménologie », qui sera reprise dans L'Écriture et la Différence. En 1962, il écrit une très longue introduction à un écrit tardif de Husserl : L'Origine de la géométrie. En 1966, il livre une introduction à la pensée de Husserl intitulée : « La Phénoménologie et la clôture de la métaphysique » (texte paru en langue grecque, traduction Roxane Argyropoulos), qui ne sera publié en français qu'en 2000 dans la revue Alter. En 1967, un volume paraît, qui est consacré au problème du signe dans la Phénoménologie de Husserl, et qui a pour titre : La Voix et le Phénomène, ainsi qu'un essai : « La Forme et le Vouloir-dire », sous-titré : « Note sur la phénoménologie du langage », sur le même sujet, repris en 1972 dans Marges — de la philosophie.

### Réception américaine
« Héros culturel » aux États-Unis selon Jean-Louis Hue du Magazine Littéraire, il a reçu 21 fois un doctorat Honoris causa, de plusieurs universités. Derrida déclarait avant sa mort au journal L'Humanité : « Je n'ai jamais fait de longs séjours aux États-Unis, le plus clair de mon temps ne se passe pas là-bas. Cela dit, la réception de mon travail y a été effectivement plus généreuse, plus attentive, j'y ai rencontré moins de censure, de barrages, de conflits qu'en France. » Son œuvre constitue l'un des piliers de l’école dites de la « Théorie Française ». Mais un « rationaliste classique » comme Chomsky récuse complètement la pensée de Derrida « On va d'une absurdité à l'autre — stalinisme, existentialisme, structuralisme, Lacan, Derrida — les unes obscènes (le stalinisme) et d'autres simplement infantiles ou ridicules (Lacan et Derrida) ».
Derrida bénéficie d'une reconnaissance qui va au-delà du monde universitaire. Par exemple, le film de Woody Allen, Deconstructing Harry (en 1997, traduit en français par Harry dans tous ses états), est une référence directe aux travaux de cet auteur. Cette référence, Derrida la jugera d'ailleurs pauvre et décevante au regard de la complexité de ce « concept »[réf. souhaitée].

### Philosophie analytique
Derrida est un philosophe rejeté par la très grande partie de la philosophie analytique. Ses premiers travaux de portée internationale sont vivement critiqués. Dans son essai sur le philosophe anglais John L. Austin et sa théorie des actes de langage, Derrida est ainsi accusé d'énoncer des « pseudo-concepts », l'attaque la plus rude étant venue du philosophe américain John Searle, continuateur du pragmatique d'Austin, qui dit de Derrida que « sur différents points cruciaux, il ne comprend pas la position d'Austin et [...] l'expose incorrectement ». Searle aimait reprendre un trait d'esprit selon lequel Jacques Derrida était le genre de philosophe qui donne une mauvaise réputation au bullshit (l'identité de l'auteur originel de la remarque est cependant incertaine). Une lettre ouverte signée par Barry Smith et différents philosophes, parmi lesquels W. V. Quine, fut publiée en 1992 par le quotidien anglais The Times pour s'opposer à ce que l'université de Cambridge décerne à Derrida un doctorat honoris causa. Cette lettre reprocha notamment aux travaux de Derrida « leur inadéquation aux standards de clarté et de rigueur » et mentionne que « beaucoup de philosophes français ne voient en M. Derrida que la cause d'un embarras silencieux ».

### Sociologie
Concernant la forme, le sociologue allemand Norbert Elias considère que « Derrida manie la langue française d'une manière très idiosyncrasique. Il se soucie peu du fait que la langue a pour fonction première d'être un moyen de communication entre les gens. Il crée sa propre version de la langue française, et laisse au lecteur désireux de s'initier le soin d'apprendre le français derridien. » 
Concernant le fond, Norbert Elias met en avant le flou du projet derridien : « Derrida se propose de soumettre la philosophie métaphysique à une même entreprise de déconstruction, en laissant ses lecteurs se débrouiller pour deviner s'il entend par là une simple destruction de la métaphysique ou sa destruction suivie d'une nouvelle construction. » Si son projet est bien de déconstruire la philosophie, « force est de constater qu'il a échoué », selon Elias. « En déconstruisant certaines philosophies métaphysiques anciennes, il n'a fait qu'en construire une nouvelle. »

### Anthropo-sémiotique
Au XXIe siècle, l'évolution technologique conduit des chercheurs issus de diverses disciplines à s'interroger sur la trace sous toutes ses formes (numériques, biologiques, environnementales, etc.). Dans ce contexte, s'appuyant sur l'idée que la trace est l'« origine absolue du sens en général », qu'elle est la « différence qui ouvre l'apparaître et la signification » tout en « articulant le vivant et le non-vivant en général »  (cf. De la grammatologie, p.95), apparaît un courant de l'anthroposémiotique qui place la notion de trace au cœur des interactions entre le monde et l'humain. L'universitaire française qui est à son origine — Béatrice Galinon-Mélénec — propose de définir la trace en tant que conséquence — « conséquence-trace » — ce qui lui permet de proposer une « ichnologie » applicable au passé, au présent et au futur et une définition de l'humain en tant que Ichnos-Anthropos. Bien que la terminologie s'inspire du grec (Ichnos = trace) et que l'auteure soit influencée par les philosophes dont l'écriture fait l'objet de nombreuses critiques (Derrida, Bourdieu, etc), le style vise à transmettre une pensée qui éclaire les questions que la trace pose à ses contemporains.

### Derrida et la psychanalyse
Dans un article sur les rapports complexes de Jacques Derrida avec la psychanalyse, Philippe Cabestan rapporte ces propos assez péremptoires du philosophe au cours d'un « dialogue » avec la psychanalyste Élisabeth Roudinesco : « Je me trompe peut-être, mais le ça, le moi, le surmoi, le moi idéal, l’idéal du moi, le processus secondaire et le processus primaire du refoulement, etc. — en un mot les grandes machines freudiennes (y compris le concept et le mot d’inconscient) — ne sont à mes yeux que des armes provisoires, voire des outils rhétoriques bricolés contre une philosophie de la conscience, de l’intentionnalité transparente et pleinement responsable. Je ne crois guère à leur avenir. Je ne pense pas qu’une métapsychologie puisse résister longtemps à l’examen. On n’en parle déjà presque plus ». Toutefois, estime Cabestan plus loin dans son article, et à la différence par exemple de celle de Paul Ricœur « toujours soucieux de la cohérence du discours freudien », il y a une « première lecture » de Freud chez Jacques Derrida qui « demeure insuffisante ». Il s'agit surtout pour lui de « déconstruction en indiquant dans quelle mesure la psychanalyse ressortit au règne du logos de la métaphysique occidentale tout en lui échappant ».

### Traduction
Son traducteur en anglais analyse le style derridien : « Derrida se réfère souvent à ses travaux antérieurs, et en anticipe de futurs, sans le dire explicitement [...]. Cependant, cette difficulté est accentuée par un usage fréquent du vocabulaire de la philosophie classique, là encore sans explication et référence explicite [...]. Dans ses écrits, Derrida est toujours très attentif à l'étymologie, à ses jeux de mots et d'échos. »

### Hommage
- Allée Jacques-Derrida (6e arrondissement de Paris)

## Œuvres

### Ouvrages
Jacques Derrida est l'auteur de plus de quatre-vingts livres.
- Introduction (et traduction) à L’Origine de la géométrie de Edmund Husserl, Paris, PUF, 1962
- De la grammatologie, Paris, Les Éditions de Minuit, 1967.  (ISBN 978-2-7073-0012-6)
- La Voix et le Phénomène, Paris, Presses universitaires de France, 1967.  (ISBN 978-2-13-053958-2)
- L'Écriture et la Différence, Paris, Seuil, 1967.  (ISBN 978-2-02-005182-8)
- Marges — de la philosophie, Paris, Les Éditions de Minuit, 1972.  (ISBN 978-2-7073-0053-9)
- Positions, Paris, Les Éditions de Minuit, 1972.  (ISBN 978-2-7073-0251-9)
- La Dissémination, Paris, Seuil, 1972.  (ISBN 978-2-02-001958-3)
- Éperons. Les styles de Nietzsche, Paris, Champs Flammarion, 1972.
- L'Archéologie du frivole, Paris, Galilée, 1973.
- Glas, Paris, Galilée, coll. « Digraphe », 1974.  (ISBN 978-2-7186-0015-4)
- La Vérité en peinture, Paris, Champs Flammarion, 1978.
- La Carte postale. De Socrate à Freud et au-delà, Paris, Flammarion, 1980.
- D'un ton apocalyptique adopté naguère en philosophie, Paris, Galilée, 1983.
- Otobiographies. L'enseignement de Nietzsche et la politique du nom propre, Paris, Galilée, 1984.
- Schibboleth : pour Paul Celan, Paris, Galilée, 1986.  (ISBN 978-2-7186-0296-7)
- Parages, Paris, Galilée, 1986 ; nouvelle édition, augmentée, 2003.
- Ulysse gramophone, Paris, Galilée, 1987.
- Psyché Inventions de l'autre, Paris, Galilée 1987.
- Mémoires — Pour Paul de Man, Paris, Galilée, 1988.
- Signéponge, Paris, Seuil, 1988.
- Limited Inc., Paris, Galilée, 1990.
- Heidegger et la question, Paris, Flammarion, 1990.  (ISBN 978-2-08-081235-3).
- De l'esprit, Paris, Galilée, 1990.  (ISBN 978-2-7186-0323-0)
- Mémoires d'aveugle. L'autoportrait et autres ruines, Paris, Réunion des Musées Nationaux, 1990.
- Du droit à la philosophie, Paris, Galilée, 1990.  (ISBN 978-2-7186-0382-7)
- Le Problème de la genèse dans la philosophie de Husserl, Paris, PUF, coll. « Épiméthée », 1990. Rééd. 2010.
- Donner le temps. 1. La fausse monnaie, Paris, Galilée, 1991.
- Donner la mort, Paris, Galilée, 1992.  (ISBN 978-2-7186-0514-2)
- Points de suspension, Entretiens, Paris, Galilée, 1992.
- Passions, Paris, Galilée, 1993.  (ISBN 978-2-7186-0421-3)
- Khôra, Paris, Galilée, 1993.
- Sauf le nom, Paris, Galilée, 1993.
- Prégnances (sur Colette Deblé), Brandes, 1993 ; rééd. l'Atelier des Brisants, 2004[42].
- Spectres de Marx, Paris, Galilée, 1993.  (ISBN 978-2-7186-0429-9).
- Force de loi, Paris, Galilée, 1994.
- Politiques de l'amitié, Paris, Galilée, 1994.  (ISBN 978-2-7186-0438-1)
- Pour le peuple africain (préface de Nelson Mandela), portfolio d'estampes de Henri Cueco, Daniel Clarke, Hervé Di Rosa, Gérard Gosselin, André Fougeron, Jean Messagier, Ernest Pignon-Ernest, Bernard Rancillac, Antonio Saura, Antonio Segui et Vladimir Veličković, 225 exemplaires numérotés, éditions de l'Association nationale contre l'apartheid, Paris, 1994.
- Moscou aller-retour, Paris, La Tour-d'Aigues, Éditions de l'Aube, 1995.
- Mal d'archive, Paris, Galilée, 1995.
- Apories, Paris, Galilée, 1996.  (ISBN 978-2-7186-0461-9)
- Résistances — de la psychanalyse, Paris, Galilée, 1996.  (ISBN 978-2-7186-0469-5)
- Le Monolinguisme de l'autre, Paris, Galilée, 1996.
- Échographies — de la télévision, Paris, Galilée, 1996.
- Adieu à Emmanuel Levinas, Paris, Galilée, 1997.  (ISBN 978-2-7186-0485-5).
- Cosmopolites de tous les pays, encore un effort, Paris, Galilée, 1997.  (ISBN 978-2-7186-0484-8)
- Le Droit à la philosophie du point de vue cosmopolitique, Paris, Unesco/Verdier, 1997.
- Marx en jeu (avec Marc Guillaume), Paris, Descartes & Cie, 1997.  (ISBN 978-2-910301-84-2)
- De l'hospitalité (avec Anne Dufourmantelle), Paris, Calmann-Lévy, 1997.  (ISBN 978-2-7021-2795-7)
- Demeure, Maurice Blanchot, Paris, Galilée, 1998.  (ISBN 978-2-7186-0497-8).
- Voiles (avec Hélène Cixous), Paris, Galilée, 1998.  (ISBN 978-2-7186-0504-3)
- Le Toucher, Jean-Luc Nancy, Paris, Galilée, 1998.
- Feu la cendre, Paris, Éditions des femmes, 1999.  (ISBN 978-2-7210-0480-2)
- Sur parole, La Tour-d'Aigues, Éditions de l'Aube, 1999, transcriptions de plusieurs entretiens donnés sur France Culture.
- États d'âme de la psychanalyse, Paris, Galilée, 2000.
- Tourner les mots. Au bord d'un film, Paris, Galilée/ Arte 2001.
- Foi et Savoir, suivi de Le Siècle et le Pardon, Paris, Seuil, coll. « Points Essais », 2001.
- Papier machine, Paris, Galilée, 2001.
- L'Université sans condition, Paris, Galilée, 2001.
- Le Siècle et le Pardon, entretien avec Michel Wieviorka, Paris, Seuil, 2001  (ISBN 978-2-02-047986-8).
- Au-delà des apparences, conversations avec Antoine Spire, Éd. Le Bord de l'eau, 2002
- Artaud le Moma, Paris, Galilée, 2002.
- Fichus, Paris, Galilée, 2002.
- H.C. pour la vie, c'est-à-dire..., Paris, Galilée, 2002.
- Marx & Sons, Paris, PUF/Galilée, 2002.
- Chaque fois unique, la fin du monde, Paris, Galilée, 2003.
- De quoi demain..., dialogue entre Jacques Derrida et Élisabeth Roudinesco, Paris, Galilée, 2003.
- Voyous, Paris, Galilée, 2003.
- Béliers, Paris, Galilée, 2003.
- Genèses, généalogies, genres et le génie, Paris, Galilée, 2003.
- Le « Concept » du 11 septembre. Dialogues à New York avec Jürgen Habermas, Paris, Galilée, 2004.

#### À titre posthume
- Apprendre à vivre enfin. Entretiens avec Jean Birnbaum, Paris, Galilée / Le Monde, 2005.
- L'Animal que donc je suis, Paris, Galilée, 2006.
- Séminaire : La bête et le souverain, vol. 1 : 2001-2002, Paris, Galilée, 2008.
- Demeure, Athènes, Paris, Galilée, 2009.
- Séminaire : La bête et le souverain, vol. 2 : 2002-2003, Paris, Galilée, 2010.
- Politique et amitié, Paris, Galilée, 2011.
- Les Yeux de la langue. L'abîme et le volcan, Paris, Galilée, 2012.
- Histoire du mensonge. Prolégomènes, Paris, Galilée, 2012.
- Pardonner : L'impardonnable et l'imprescriptible, Paris, Galilée, 2012.
- Séminaire : La peine de mort, vol. 1 (1999-2000), Paris, Galilée 2012.
- À dessein, le dessin suivi de « Derrida à l’improviste » par Ginette Michaud, Franciscopolis, 2013.  (ISBN 978-2-9544208-0-6)
- Heidegger : la question de l'Être et l'Histoire (Cours de l'ENS-Ulm 1964-1965), Paris, Galilée, 2013.
- Penser à ne pas voir : Écrits sur les arts du visible 1979-2004 (textes réunis et établis par Ginette Michaud, Joana Masó et Javier Bassas), Paris, Éditions de la Différence, coll. « Essais », 2013, 368 p. (ISBN 978-2-7291-2053-5, présentation en ligne)
- Trace et archive, image et art, suivi de Pour Jacques Derrida par Daniel Bougnoux et Bernard Stiegler, avant-propos de François Soulages, Bry-sur-Marne, Institut National de l'Audiovisuel, coll. « Collège iconique », 2014.
- La Conférence de Heidelberg (1988) - Heidegger : portée philosophique et politique de sa pensée avec Hans-Georg Gadamer, Philippe Lacoue-Labarthe, textes réunis, présentés et annotés par Mireille Calle-Gruber, Note de Jean-Luc Nancy, Paris, Lignes-Imec, 2014.
- Le Dernier des Juifs (avec une préface de Jean-Luc Nancy), Paris, Galilée, 2014.
- Les Arts de l'espace : Écrits et interventions sur l’architecture (textes réunis et établis par Ginette Michaud et Joana Masó), Paris, Éditions de la Différence, coll. « Essais », 2015, 400 p. (ISBN 978-2-7291-2162-4, présentation en ligne)
- Pourquoi la guerre aujourd'hui? (avec Jean Baudrillard et René Major), Paris, Nouvelles Editions Lignes/IMEC, 2015 (contient sur DVD la captation de la rencontre).
- Séminaire : La peine de mort, vol. 2 (2000-2001), Paris, Galilée, 2015.
- La Solidarité des vivants et le pardon: Conférence et entretiens précédés de « Derrida au Brésil » par Evendo Nascimento, Paris, Hermann, 2016.
- Judaïsme, question ouverte: conversation avec Jacques Derrida (avec Michel Ben-Naftali, Lieven de Cauter et Elisabeth Weber), Paris, Balland, 2016.
- Surtout, pas de journalistes !, Paris, Galilée, 2016.
- Théorie et pratique : Cours de l'ENS-Ulm 1975-1976, Paris, Galilée, 2017.
- Le Parjure peut-être : ("Brusques sautes de syntaxe"), Paris, Galilée, 2017.
- Le Goût du secret (entretiens avec Maurizio Ferraris), Paris, Hermann, 2018.
- Geschlecht III. Sexe, race, nation, humanité, Paris, Seuil, coll. « Bibliothèque Derrida », 2018.
- La Vie la mort. Séminaire (1975-1976), édition établie par Pascale-Anne Brault et Peggy Kamuf, Paris, Seuil, coll. « Bibliothèque Derrida », 2019.
- Le Parjure et le Pardon. Volume I. Séminaire (1997-1998), édition établie par Ginette Michaud et Nicholas Cotton, Paris, Seuil, coll. « Bibliothèque Derrida », 2019.
- Le Parjure et le Pardon. Volume II. Séminaire (1998-1999), édition établie par Ginette Michaud, Nicholas Cotton et Rodrigo Therezo, Paris, Seuil, coll. « Bibliothèque Derrida », 2020.
- Donner le temps II. Paris, Seuil, coll. « Bibliothèque Derrida », 2021.
- Le Calcul des langues, édition établie par Geoffrey Bennington et Katie Chenoweth, Paris, Seuil, coll. « Bibliothèque Derrida », 2021.
- Hospitalité. Volume I. Séminaire (1995-1996), édition établie par Pascale-Anne Brault et Peggy Kamuf, Paris, Seuil, coll. « Bibliothèque Derrida », 2021.
- Penser, c'est dire non, édition établie par Gérard Brieuc, Paris, Seuil, coll. « Bibliothèque Derrida », 2022.
- Hospitalité. Volume 2. Séminaire (1996-1997), Pascale-Anne Brault et Peggy Kamuf, Paris, Seuil, coll. « Bibliothèque Derrida », 2022.
- Répondre — du secret. Séminaire (1991-1992). Secret et témoignage. Volume I, Ginette Michaud et Nicholas Cotton (éds.), Paris, Seuil, coll. « Bibliothèque Derrida », 2024.

### Articles
- « Lignées », Le Genre humain, nos 24-25,‎ 1992, p. 231-240 (lire en ligne)
- « Reste — Le maître, ou le supplément d’infini », Le Genre humain, no 37,‎ 2002, p. 25-64 (lire en ligne)
- « Le parjure, peut-être (« brusques sautes de syntaxe ») », Études françaises, vol. 38, nos 1-2,‎ 2002, p. 15-57 (lire en ligne).

### Filmographie
Jacques Derrida a fait des apparitions dans deux films :
- Ghost Dance de Ken McMullen, en 1982
- Disturbance de Gary Hill, en 1987

Quelques films lui sont consacrés :
- D'ailleurs Derrida de Safaa Fathy, en 2000
- Derrida de Kirby Dick et Amy Ziering Kofman[43], en 2002
- Virginie Linhart et Benoît Peeters, Jacques Derrida, le courage de la pensée, 53 min, Arte France et Morgane, 2014.

Captation audiovisuelle 
- Pourquoi la guerre? de Jean Labib, filmé le 19 février 2003 et édition DVD en juin 2015, Compagnie des Phares et Balises (contient les interventions de René Major, Jean Gresh et le dialogue entre Jacques Derrida et Jean Baudrillard avec, en bonus, le documentaire Mot de passe autour de l'œuvre de Jean Baudrillard)

### Discographie
- Feu la cendre, livre audio, lu par Jacques Derrida et Carole Bouquet, éditions des femmes, coll. « Bibliothèque des voix », 1987.
- Circonfession, livre audio, lu par Jacques Derrida, éditions des femmes, coll. « Bibliothèque des voix », 1993.

## Sur Derrida et son œuvre

### Essais
- Collectif, « Jacques Derrida lecteur », Études françaises, numéro préparé par Ginette Michaud et Georges Leroux, vol. 38, nos 1-2, 2002, 275 p. (http://revue-etudesfrancaises.umontreal.ca/volume-38-numero-1-2/).
- Philippe Forget, « Jacques Derrida », Kritisches Lexikon der romanischen Gegenwartsliteraturen [KLRG], 22. Faszikel, Gunter Narr Verlag, Tübingen 2004 (en langue allemande).
- Jacob Rogozinski, Cryptes de Derrida. Faire part, Paris, Éditions Lignes, 2005, réédition 2014.
- Marc Crépon, Langues sans demeure, Paris, Galilée, 2005.
- Ginette Michaud, Tenir au secret (Derrida, Blanchot), Paris, Éditions Galilée, 2006, collection « Incises », 2006.
- Collectif : Penser avec Jacques Derrida, (sous la dir. de Joseph Cohen), Rue Descartes, Paris, PUF, no. 52, 2006. Avec les contributions de : M. Crépon, G. Bensussan, R. Zagury-Orly, S. Margel, S. Habib, J. Cohen, P. Sloterdijk, B. Stiegler, et. al.
- Mark Dooley (en) et Liam Kavanagh, The Philosophy of Derrida, London: Acumen Press, 2006; Montreal: McGill-Queen’s University Press, 2007.
- Jean-Luc Nancy, A plus d’un titre — Jacques Derrida. Sur un portrait de Valerio Adami, Paris, Galilée, 2007.
- Marc Goldschmit, Jacques Derrida, une introduction, Agora Press-pocket, éd. de la découverte, octobre 2003, 2e éd. décembre 2007.
- Manola Antonioli (dir.), Abécédaire de Jacques Derrida, Mons / Paris, Éditions Sils Maria, Vrin, 2007.
- Fred Poché, Penser avec Jacques Derrida. Comprendre la déconstruction, Lyon, Chronique Sociale, 2007.
- Charles Ramond, Derrida : la déconstruction, Paris, PUF, 2008.
- Marc Crépon avec Frédéric Worms), Derrida, la tradition de la philosophie (recueil), Paris, Galilée, 2008.
- Ginette Michaud, « Comme en rêve... » (Derrida, Cixous), Montréal, Le Temps volé éditeur, 2008.
- Ginette Michaud, Veilleuses. Autour de trois images de Jacques Derrida, Québec, Nota Bene, collection « empreintes », 2009.
- Ginette Michaud, Battements — du secret littéraire. Lire Jacques Derrida et Hélène Cixous, Volume 1, collection « Le Bel Aujourd'hui », Paris, Éditions Hermann, 2010.
- Ginette Michaud, «Comme en rêve ». Lire Jacques Derrida et Hélène Cixous, Volume 2, collection « Le Bel Aujourd'hui », Paris, Éditions Hermann, 2010.
- Collectif, Derrida. L'événement déconstruction, (sous la dir. de Joseph Cohen et Raphael Zagury-Orly), Les Temps modernes, Paris, Gallimard, no. 669-670, juillet-octobre 2012.
- Jean-Clet Martin, Derrida. Un démantèlement de l'Occident, Paris, Éditions Max Milo, coll. « L'Inconnu », 2013.
- Ginette Michaud, Jacques Derrida. L'art du contretemps, Montréal, Éditions Nota Bene, coll. « Nouveaux Essais Spirale », 2014.
- Pierre-Alexandre Fradet, Derrida-Bergson. Sur l'immédiateté, Paris, Hermann, coll. « Hermann Philosophie », 2014.  (ISBN 9782705688318)
- Raoul Moati, Derrida et le langage ordinaire, Paris, Hermann, coll. « Le Bel Aujourd'hui », 2014.
- Marc Crépon, Levinas-Derrida, textes réunis et présentés par Marc Crépon et Danielle Cohen-Levinas, Paris, Hermann, 2015.
- Jean-Clet Martin, Derrida. Déconstruire la finitude, Paris, Ellipses, 2015.
- Isabelle Alfandary, Derrida — Lacan. L'écriture entre  psychanalyse et déconstruction, Paris, Hermann, 2016.
- Ginette Michaud, Derrida, Celan. Juste le poème peut-être, Paris, Hermann, coll. « Le Bel aujourd’hui », 2017.
- Daniel Weyl, Écriture et représentation, Paris, L'Harmattan, coll. "ouverture philosophique", 2018.
- Charles Ramond, Derrida. Une philosophie de l'écriture, Paris, Ellipses, 2018.
- Collectif, « Derrida en cours », Philosophiques, numéro préparé par Nicholas Cotton et Maxime Plante, vol. 47, no 2, 2020 (https://www.erudit.org/fr/revues/philoso/2020-v47-n2-philoso05822/).
- Nicholas Cotton, Penser la "pervertibilité" - Avec Jacques Derrida, Montréal, Presses de l'université de Montréal, 2023.

### Colloques
- Les Fins de l'homme. À partir du travail de Jacques Derrida, sous la direction de Philippe Lacoue-Labarthe et Jean-Luc Nancy, Colloque de Cerisy-la Salle (1980), Éditions Galilée, réédition Hermann, 2013.
- L'Éthique du don. Jacques Derrida et la pensée du don, (Royaumont 1990), sous la direction de Jean-Michel Rabaté et Michael Wetzel, Métailié-Transition, 1992.
- Le Passage des frontières — autour du travail de Jacques Derrida, (Cerisy-la-Salle, 1992), sous la direction de Marie-Louise Mallet, Galilée, 1994.
- Passions de la littérature — avec Jacques Derrida (Louvain-la-Neuve, 1995), sous la direction de Michel Lisse, Galilée, 1996.
- L'Animal autobiographique — autour de Jacques Derrida, (Cerisy-la-Salle, 1997), sous la direction de Marie-Louise Mallet, Galilée, 1999.
- Ghostly Demarcations. A Symposium on Jacques Derrida's Specters of Marx (New York, 1998), sous la direction de Michael Sprinker, éditions Verso, 1999.
- Judéités — questions pour Jacques Derrida, (Paris, 2000), sous la direction de Joseph Cohen et Raphael Zagury-Orly, Galilée, 2003.
- La Démocratie à venir — autour de Jacques Derrida, (Cerisy-la-Salle, 2002), sous la direction de Marie-Louise Mallet, Galilée, 2004.
- Jacques Derrida et l'Algérie, (Alger, 2006), sous la direction de Mustapha Cherif, Bibliothèque nationale d'Alger, 2006.
- Derrida, la tradition de la philosophie, Colloque d'octobre 2005 organisé par Jean-François Courtine, Francis Wolff et Frédéric Worms. Galilée, 2008.
- Déconstruire, dit-il... Autour de Jacques Derrida, (Maison de la Recherche de l'université de Paris IV, 20-23 mai 2009) Comité scientifique: Joseph Cohen, Werner Hamacher, Felix Heidenreich, Jean-Luc Nancy, Raphael Zagury-Orly
- Derrida par une trace itérable [en arabe], (ministère de la Culture, Royaume de Bahreïn, 10-13 août 2009), comité scientifique : Mohammad Ahmad Al Banki, Safaa Fathy.

### Biographie
- Geoffrey Bennington, Jacques Derrida, Paris, Seuil, 1991.
- Pierre-Yves Ruff, Derrida, l'écriture et la place de l'autre, Paris, Théolib, 2011  (ISBN 978-2-36500-049-9).
- Benoît Peeters, Derrida, Paris, Flammarion, coll. « Grandes Biographies », 2010.
- David Mikics, Who Was Jacques Derrida? An Intellectual Biography, Yale University Press, 2010.
- Fred Poché, Penser avec Jacques Derrida. Comprendre la déconstruction, Lyon, Chronique Sociale, 2007.

### Articles en ligne
- René Major, « Derrida, lecteur de Freud et de Lacan », Études françaises, vol. 38, no 1-2, 2002, p. 165-178.
- Denis Seron, Daniel Giovannangeli, « Jacques Derrida's Profound and Radical Questioning of Husserlian phenomenology »  »[ preprint/auteurs : « Derrida and Phenomenology »]  , in  Anna -Teresa Tymieniecka (éd.), Phenomenology World-Wide, La Haye, Kluwer, 2002, p. 460-469.
- Philippe Cabestan, « Spectres de Freud : Derrida et la psychanalyse », Revue de métaphysique et de morale, vol. 53, no. 1, 2007, p. 61-71, [lire en ligne].
- Jean-Louis Jeannelle, « Peut-on déjouer la loi du genre ? Jacques Derrida et le récit de soi spéculaire », dans Bruno Curatolo et Jacques Poirier (dir.), Le Style des philosophes, Besançon/Dijon, Presses universitaires de Franche-Comté/Éditions universitaires de Dijon, 2007 (ISBN 978-2-84867-192-5, DOI 10.4000/books.pufc.26842 , lire en ligne), p. 347-358.
- « Entretien Derrida-Birnbaum », dans Les Lettres françaises.
- « Autour de Derrida », dossier, revue Sens Public.
- « La Controverse entre Jacques Lacan et Jacques Derrida », par Paul-Éric Langevin, séminaire d'Olivier Douville, Espace analytique, 2011.
- Jean-Michel Rabaté, « « Par-dessus le marché » : Derrida et la performativité de l’ekphrasis », Études françaises, vol. 51, no 2,‎ 2015, p. 175-194 (lire en ligne).
- Keling Wei, « Écrire vers l’Algérie : Camus, Cixous, Derrida », Études françaises, vol. 52, no 1,‎ 2016, p. 147-163 (lire en ligne)
- « La Vérité en bas de page », texte du physicien Aurélien Barrau.
- Gregory Aschenbroich, « « Que reste-t-il du savoir absolu ? ». L'hégélianisme de Derrida », Les Études philosophiques, vol. 139, n°4, 2021, p. 85-103 (https://shs.cairn.info/revue-les-etudes-philosophiques-2021-4-page-85?lang=fr).